# Jászai László (színművész, 1967)
Ifj. Jászai László (Szeged, 1967. január 25. –) Jászai Mari-díjas magyar színész, id. Jászai László fia.

## Életpályája
1985–86-ban Gór Nagy Mária színiiskolájában tanult, eközben a Nemzeti Színház stúdiójába is járt (1985 és 1987 között), majd 1991-ben a Színház- és Filmművészeti Főiskolán szerzett oklevelet. Ezután Veszprémben, illetve Budapesten játszott, majd 1992-ben a Nemzeti Színházhoz szerződött.

## Filmográfia
- Barátok közt
- Kisváros (sorozat)
- Hanussen
- Cyrano
- Európa expressz
- Rendőrsztori (sorozat)
- A titkos háború
- A föld szeretője
- Sínjárók
- Világszám!
- A legbátrabb város
- Tűzvonalban (sorozat)
- Fapad (sorozat)
- Szomszédok

## Díjai, elismerései
- Farkas–Ratkó-díj (1994, 2000)[3]
- Rajz János-díj (1995)[3]
- Főnix díj (2004)[3]
- Sík Ferenc-emlékgyűrű (2005)[3]
- Mensáros László-díj (2008)[3]
- Szendrő József-díj (2009)[4]
- Jászai Mari-díj (2021)[5]